# Citigroup Center
Citigroup Center er en 279 meter høj skyskraber i New York med 59 etager. Den ligger i Midtown, på Manhattans østside, og er et af de mest karakteristiske indslag i New Yorks skyline med sin 45° skrånende top. Bygningen stod færdig i 1977, og har 120 000 m² kontorplads.
Citigroup er New Yorks fjerde højeste bygning.